# جرالدین فیتزجرالد
جرالدین فیتزجرالد (انگلیسی: Geraldine Fitzgerald؛ ۲۴ نوامبر ۱۹۱۳ – ۱۷ ژوئیهٔ ۲۰۰۵) یک هنرپیشه ایرلندی بود.
از فیلم‌ها یا برنامه‌های تلویزیونی که وی در آن نقش داشته‌است می‌توان به آرتور، پیروزی سیاه، راشل، راشل، هری و تونتو، ارواح خبیثه ۲ و طنین یک تابستان اشاره کرد.

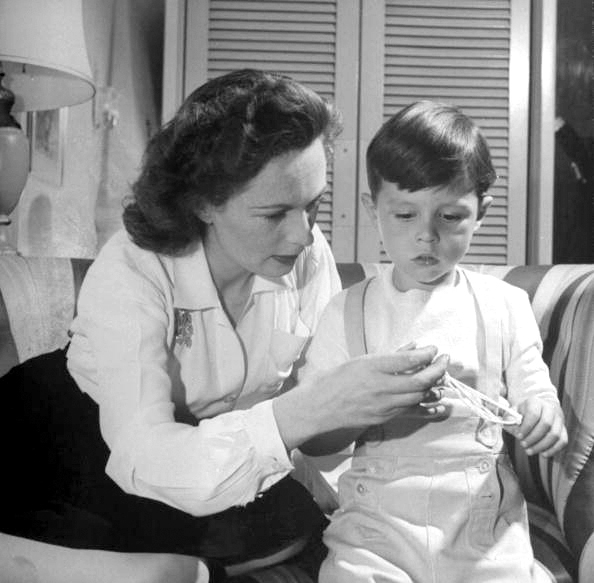
فیتزجرالد در کنار فرزندش مایکل لیندزی-هاگ - ۱۹۴۴